# Daniel Rusitovic
Daniel Rusitovic (ur. 24 stycznia 1976) – australijski judoka. Olimpijczyk z Sydney 2000, gdzie odpadł w eliminacjach w wadze półciężkiej.
Uczestnik mistrzostw świata w 1999. Startował w Pucharze Świata w 2000. Brązowy medalista igrzysk Wspólnoty Narodów w 2002. Zdobył trzy medale na mistrzostwach Oceanii w latach 1998 – 2002. Mistrz Australii w 1995, 1999, 2001 i 2002 roku.

## Letnie Igrzyska Olimpijskie 2000
| Konkurencja | Eliminacje           | Klas. końcowa |
| Konkurencja | Przeciwnik I         | Miejsce       |
| ----------- | -------------------- | ------------- |
| 100 kg      | Sadok Khalki (TUN) P | 1 runda.      |